# Cerkiew Zaśnięcia Matki Bożej w Zimnie
Cerkiew Zaśnięcia Matki Bożej – nieistniejąca cerkiew filialna Zaśnięcia Matki Bożej we wsi Zimno, położonej w województwie lubelskim, w powiecie tomaszowskim, w gminie Łaszczów.
Pierwsze udokumentowane informacje dotyczące istnienia cerkwi prawosławnej w miejscowości pochodzą z rejestru podatkowego z 1531 r. W 1743 r. wybudowana została kosztem miejscowej ludności rusińskiej nowa świątynia jako unicka. Drewniana cerkiew Zaśnięcia Bogurodzicy pokryta była gontem, posiadała łącznie trzy małe kopuły. Od 1875 r. prawosławna. Wraz z cerkwią w miejscowości Ratyczów stanowiła filię parafii Żerniki. W 1879 r. wybudowano oddzielną dzwonnicę. W 1882 r. kosztem miejscowej ludności przeprowadzony został remont świątyni. W 1914 r. wierni świątyni zwrócili się do zarządu diecezjalnego z prośbą budowy nowej świątyni, do czego jednak nie doszło w związku z wybuchem I wojny światowej. Cerkiew została rozebrana 27 czerwca 1938 r. w ramach akcji polonizacyjno-rewindykacyjnej.